# Olethrodotis modesta
Olethrodotis modesta är en stekelart som först beskrevs av Johann Ludwig Christian Gravenhorst 1829.  Olethrodotis modesta ingår i släktet Olethrodotis och familjen brokparasitsteklar. Arten är reproducerande i Sverige. Utöver nominatformen finns också underarten O. m. nigriventris.